# Тельманский район (Татарстан)
Тельманский район — упразднённая административно-территориальная единица Татарской АССР, существовавшая с 1935 по 1958 год. Административный центр — село Мамыково.

## История
Тельманский район был образован 10 февраля 1935 года путём выделения из состава Аксубаевского и Билярского районов. 16 июля 1958 года район был ликвидирован, а его территория вошла в состав Аксубаевского, Билярского и Октябрьского районов Татарской АССР .

## Административное деление
На 1 января 1948 года район включал в свой состав 21 сельсовет: Амзинский, Елаурский, Карасинский, Кирпичный, Кичкальнинский, Мало-Сунчелеевский, Мамыковский, Михайловский, Ново-Альметьевский, Октябрьский, Селенгушский, Старо-Альметьевский, Старо-Мокшинский, Сунчелеевский, Татарско-Сунчелеевский, Тимерликский, Трудолюбовский, Тукаевский, Турноясовский, Тюрнясевский, Щербеньский. Территория района составляла 1069 кв.км .